# 33393 Khandelwal
33393 Khandelwal este o planetă minoră (asteroid), cu un diametru de 4,902 km, din centura de asteroizi. A fost descoperită pe 10 februarie 1999 la Experimental Test Site⁠(d) de Lincoln Near-Earth Asteroid Research. 
Obiectul prezintă o orbită caracterizată de o semiaxă mare de 2,2480089 UAi, o excentricitate de 0,16, o înclinație de 2,25182 ° în raport cu ecliptica.